# Vetor potencial magnético
Vetor potencial magnético ou potencial do vetor magnético, A, é a grandeza vetorial no eletromagnetismo clássico definida de modo que seu rotacional seja igual ao campo magnético: {\textstyle \nabla \times \mathbf {A} =\mathbf {B} \,}.
Junto ao potencial elétrico φ, o potencial do vetor magnético pode ser usado para especificar também o campo elétrico E. Portanto, muitas equações do eletromagnetismo podem ser escritas em termos de campos E e B, ou de forma equivalente em termos dos potenciais φ e A. Em teorias mais avançadas, como a mecânica quântica, a maioria das equações usa potenciais em vez de campos. Historicamente, Lord Kelvin introduziu pela primeira vez o potencial vetorial em 1851, junto à fórmula que o relaciona com o campo magnético.

## Potencial do vetor
O potencial do vetor magnético A é um campo vetorial, definido junto ao potencial elétrico ϕ (um campo escalar) pelas equações:
{\displaystyle \mathbf {B} =\nabla \times \mathbf {A} \,,\quad \mathbf {E} =-\nabla \phi -{\frac {\partial \mathbf {A} }{\partial t}}\,,}
onde B é o campo magnético e E é o campo elétrico. Em magnetostática, onde não há distribuição de carga variável no tempo, apenas a primeira equação é necessária. (No contexto da eletrodinâmica, os termos potencial vetorial e potencial escalar são usados para o potencial vetorial magnético e potencial elétrico, respectivamente. Em matemática, o potencial vetorial e o potencial escalar podem ser generalizados para dimensões superiores.)
Se os campos elétricos e magnéticos são definidos como acima a partir dos potenciais, eles satisfazem automaticamente duas das equações de Maxwell: a lei de Gauss para o magnetismo e a lei de Faraday. Por exemplo, se A é contínuo e bem definido em todos os lugares, então é garantido que não resultará em monopólos magnéticos. (Na teoria matemática dos monopólos magnéticos, A pode ser indefinido ou com valores múltiplos em alguns lugares; veja monopolo magnético para detalhes).
Começando com as definições acima:
{\displaystyle {\begin{aligned}\nabla \cdot \mathbf {B} &=\nabla \cdot \left(\nabla \times \mathbf {A} \right)=0\\\nabla \times \mathbf {E} &=\nabla \times \left(-\nabla \phi -{\frac {\partial \mathbf {A} }{\partial t}}\right)=-{\frac {\partial }{\partial t}}\left(\nabla \times \mathbf {A} \right)=-{\frac {\partial \mathbf {B} }{\partial t}}.\end{aligned}}}
Alternativamente, a existência de A e ϕ é garantido a partir dessas duas leis usando o teorema de Helmholtz. Por exemplo, uma vez que o campo magnético é livre de divergência (lei de Gauss para o magnetismo; ou seja, ∇ ⋅ B = 0),  sempre existe um A que satisfaz a definição acima.
O potencial do vetor Aé usado ao estudar o Lagrangiano na mecânica clássica e na mecânica quântica (veja a equação de Schrödinger para partículas carregadas, equação de Dirac e efeito Aharonov-Bohm).
No sistema SI, as unidades de A são V·s·m−1 e são iguais ao momento por unidade de carga, ou força por unidade de corrente. No acoplamento mínimo, qA é chamado de momento potencial e faz parte do momento canônico.
A integral de linha de A sobre um "loop" fechado é igual ao fluxo magnético através da superfície fechada:
{\displaystyle \oint _{\Gamma }\mathbf {A} \,\cdot \,d{\mathbf {\Gamma } }=\iint _{S}\nabla \times \mathbf {A} \,\cdot \,d\mathbf {S} =\Phi _{B}.}
Portanto, as unidades de A também são equivalentes a Weber por metro . A equação acima é útil na quantização de fluxo de loops supercondutores .
Embora o campo magnético B seja um pseudovetor (também chamado de vetor axial ), o potencial vetorial A é um vetor polar . Isso significa que se a regra da mão direita para produto vetorial fosse substituída por uma regra da mão esquerda, mas sem alterar nenhuma outra equação ou definição, então B trocaria de sinal, mas A não mudaria. Este é um exemplo de um teorema geral: a curva de um vetor polar é um pseudovetor e vice-versa.

### Opções de medidor
A definição acima não define o potencial do vetor magnético exclusivamente porque, por definição, podemos adicionar arbitrariamente componentes livre de onda para o potencial magnético sem alterar o campo magnético observado. Portanto, há um certo grau de liberdade disponível ao escolher A. Esta condição é conhecida como invariância de calibre .

### Equações de Maxwell em termos de potencial vetorial
Usar a definição de potenciais acima e aplicá-la às outras duas equações de Maxwell resulta em uma equação diferencial que pode ser simplificada usando o medidor de Lorenz onde A é escolhido para satisfazer:
{\displaystyle \nabla \cdot \mathbf {A} +{\frac {1}{c^{2}}}{\frac {\partial \phi }{\partial t}}=0.} 
Usando o medidor de Lorenz, as equações de Maxwell podem ser escritas compactamente em termos do potencial vetorial magnético A e do potencial escalar elétrico ϕ :
{\displaystyle {\begin{aligned}\nabla ^{2}\phi -{\frac {1}{c^{2}}}{\frac {\partial ^{2}\phi }{\partial t^{2}}}&=-{\frac {\rho }{\epsilon _{0}}}\\\nabla ^{2}\mathbf {A} -{\frac {1}{c^{2}}}{\frac {\partial ^{2}\mathbf {A} }{\partial t^{2}}}&=-\mu _{0}\mathbf {J} \end{aligned}}}
Em outros medidores, as equações são diferentes. Uma notação diferente para escrever essas mesmas equações (usando quatro vetores ) é mostrada abaixo.

### Cálculo de potenciais de distribuições de fonte
As soluções das equações de Maxwell no medidor de Lorenz (ver Feynman  e Jackson  ) com a condição de contorno de que ambos os potenciais vão a zero suficientemente rápido à medida que se aproximam do infinito são chamadas de potenciais retardadores, que são o potencial do vetor magnético A(r, t) e o potencial escalar elétrico ϕ(r, t) devido a uma distribuição de corrente de densidade de corrente J(r′, t′), densidade de carga ρ(r′, t′), e volume Ω, dentro do qual ρ e J são diferentes de zero (pelo menos às vezes e em alguns lugares):
{\displaystyle {\begin{aligned}\mathbf {A} \left(\mathbf {r} ,t\right)&={\frac {\mu _{0}}{4\pi }}\int _{\Omega }{\frac {\mathbf {J} \left(\mathbf {r} ',t'\right)}{\left|\mathbf {r} -\mathbf {r} '\right|}}\,\mathrm {d} ^{3}\mathbf {r} '\\\phi \left(\mathbf {r} ,t\right)&={\frac {1}{4\pi \epsilon _{0}}}\int _{\Omega }{\frac {\rho \left(\mathbf {r} ',t'\right)}{\left|\mathbf {r} -\mathbf {r} '\right|}}\,\mathrm {d} ^{3}\mathbf {r} '\end{aligned}}}
Onde os campos no vetor posição r e tempo t são calculados a partir de fontes na posição distante r' em um tempo anterior t'. A localização r ′ é um ponto fonte na distribuição de carga ou corrente (também a variável de integração, dentro do volume Ω ). O tempo anterior t ′ é chamado de tempo retardado e calculado como
{\displaystyle t'=t-{\frac {\left|\mathbf {r} -\mathbf {r} '\right|}{c}}} .
Existem algumas coisas notáveis sobre A e ϕ calculados desta forma:
- (A condição do medidor Lorenz ): {\displaystyle \nabla \cdot \mathbf {A} +{\frac {1}{c^{2}}}{\frac {\partial \phi }{\partial t}}=0} é satisfeito.
- A posição de r, o ponto em que os valores de ϕ e A são encontrados, só entra na equação como parte da distância escalar de r ′ a r . A direção de r ′ para r não entra na equação. A única coisa que importa sobre um ponto de origem é a distância dele.
- O integrando usa o tempo retardado, t ′. Isso simplesmente reflete o fato de que as mudanças nas fontes se propagam na velocidade da luz. Conseqüentemente, as densidades de carga e corrente que afetam o potencial elétrico e magnético em r e t, da localização remota r', também devem estar em algum tempo anterior t ′.
- A equação para A é uma equação vetorial. Em coordenadas cartesianas, a equação se separa em três equações escalares:[9]
{\displaystyle {\begin{aligned}A_{x}\left(\mathbf {r} ,t\right)&={\frac {\mu _{0}}{4\pi }}\int _{\Omega }{\frac {J_{x}\left(\mathbf {r} ',t'\right)}{\left|\mathbf {r} -\mathbf {r} '\right|}}\,\mathrm {d} ^{3}\mathbf {r} '\\A_{y}\left(\mathbf {r} ,t\right)&={\frac {\mu _{0}}{4\pi }}\int _{\Omega }{\frac {J_{y}\left(\mathbf {r} ',t'\right)}{\left|\mathbf {r} -\mathbf {r} '\right|}}\,\mathrm {d} ^{3}\mathbf {r} '\\A_{z}\left(\mathbf {r} ,t\right)&={\frac {\mu _{0}}{4\pi }}\int _{\Omega }{\frac {J_{z}\left(\mathbf {r} ',t'\right)}{\left|\mathbf {r} -\mathbf {r} '\right|}}\,\mathrm {d} ^{3}\mathbf {r} '\end{aligned}}}

Dessa forma, é fácil ver que o componente de A em uma dada direção depende apenas dos componentes de J que estão na mesma direção. Se a corrente for conduzida por um fio longo e reto, A aponta na mesma direção do fio.
Em outros medidores, a fórmula para A e ϕ é diferente.(Consulte o medidor de Coulomb para uma outra possibilidade.

### Representação do campo A

Representando o po tencial de vetor magnético de calibre Coulomb A, a densidade de fluxo magnético B e os campos de densidade de corrente J em torno de um indutor toroidal de seção transversal circular. Linhas mais grossas indicam linhas de campo de maior intensidade média. Os círculos na seção transversal do núcleo representam o campo B saindo da imagem, mais os sinais representam o campo B entrando na imagem. ∇ ⋅ A = 0 foi assumido.

Veja Feynman  para a representação do campo A em torno de um solenoide longo e fino.
Desde a
{\displaystyle \nabla \times \mathbf {B} =\mu _{0}\mathbf {J} }
assumindo condições quase estáticas, ou seja,
{\displaystyle {\frac {\partial E}{\partial t}}\rightarrow 0\,\quad \nabla \times \mathbf {A} =\mathbf {B} \,,}
as linhas e contornos de A se relacionam com B como as linhas e contornos de B se relacionam com j . Assim, uma representação do campo A em torno de um loop de fluxo B (como seria produzido em um indutor toroidal ) é qualitativamente o mesmo que o campo B em torno de um loop de corrente.
A figura à direita é a representação artística do campo A. As linhas mais grossas indicam caminhos de intensidade média mais alta (caminhos mais curtos têm intensidade mais alta, de modo que a integral do caminho é a mesma). As linhas são desenhadas para (esteticamente) transmitir a aparência geral do A longe.
O desenho tacitamente assume ∇ ⋅ A = 0, verdadeiro sob uma das seguintes suposições:
- o medidor de Coulomb é assumido
- o medidor de Lorenz é assumido e não há distribuição de carga, ρ = 0 ,
- o medidor Lorenz é assumido e a frequência zero é assumida
- o medidor Lorenz é assumido e uma frequência diferente de zero que é baixa o suficiente para negligenciar {\displaystyle {\frac {1}{c}}{\frac {\partial \phi }{\partial t}}} é assumido.

### Quatro potenciais eletromagnéticos
No contexto da relatividade especial, é natural juntar o potencial vetorial magnético com o potencial elétrico (escalar) no potencial eletromagnético, também chamado de quatro potenciais .
Uma motivação para fazer isso é que o quatro potenciais é um quadrivetor matemáticos. Assim, usando regras de transformação de quatro vetores padrão, se os potenciais elétricos e magnéticos são conhecidos em um referencial inercial, eles podem ser simplesmente calculados em qualquer outro referencial inercial.
Outra motivação relacionada é que o conteúdo do eletromagnetismo clássico pode ser escrito de uma forma resumida e conveniente usando o potencial eletromagnético quatro, especialmente quando o medidor de Lorenz é usado. Em particular, na notação de índice abstratos, o conjunto de equações de Maxwell (no calibre de Lorenz) pode ser escrito (em unidades gaussianas ) como segue:
{\displaystyle {\begin{aligned}\partial ^{\mu }A_{\mu }&=0\\\Box A_{\mu }&={\frac {4\pi }{c}}J_{\mu }\end{aligned}}}
onde □ é o Operador de d'Alembert e J é a quatro correntes . A primeira equação é a condição de medidor de Lorenz, enquanto a segunda contém as equações de Maxwell. Os quatro potenciais também desempenham um papel muito importante na eletrodinâmica quântica .